# De provinciis consularibus
De provinciis consularibus (Orazione sulle province consolari) è un'orazione tenuta in Senato da Cicerone nel 56 a.C. a favore della proroga (contraria alle leggi vigenti) dell'imperium di Cesare nelle Gallie. Cicerone sente il bisogno di giustificare quello che i senatori avversi a Cesare e ai populares consideravano un voltafaccia, e afferma che la preoccupazione per i superiori interessi dello Stato, a cui il triumviro sta provvedendo con la sua impresa grandiosa, deve passar sopra ogni altra considerazione.

## Contesto storico
Siamo in una fase critica della carriera politica di Cicerone: a un anno dal ritorno dall'esilio, appare relegato in una posizione di secondo piano all'interno della scena politica romana, dove regnano incontrastate ormai le figure dei triumviri; la voce di Cicerone gode però ancora di un particolare prestigio presso l'opinione pubblica romana. Da qui nasceva l'esigenza per i triunviri di portarlo quanto più possibile dalla propria parte. Esigenza che si incontrava con la necessità da parte di Cicerone di ricollocarsi nell'agone politico, al fine di perseguire il proprio personale progetto politico; come ribadito nella celebre lettera a Lentulo, dove è presente l'immagine del nocchiero costretto a cambiare rotta per assecondare i venti, al fine di condurre ugualmente in porto la nave.
L'orazione è stata pronunciata in Senato nel maggio del 56 a.C. a favore di una proroga dell'incarico di Cesare nelle Gallie. Si doveva decidere su quali province assegnare per l'anno 54 a.C. secondo la lex Sempronia: assegnatari sarebbero dovuti essere i due consoli in carica nel 55 a.C., ovvero secondo gli accordi di Lucca, gli altri due triunviri Pompeo e Crasso. Cicerone propose invece di assegnare come province consolari la Macedonia e la Siria, sotto il comando rispettivamente di Lucio Calpurnio Pisone Cesonino e Aulo Gabinio,  consoli nel 58 a.C. e fra i responsabili dell'esilio ciceroniano.
Uno dei Leitmotiv dell'orazione è l'attacco costante a Clodio, suo nemico giurato ed estensore nel 58 a.C. della Lex de exilio Ciceronis. L'inimicizia fra i due risaliva allo scandalo della Bona Dea: alla fine del 62 a.C. la buona società romana fu travolta da uno scandalo che ebbe anche importanti ripercussioni per le future vicende politiche ciceroniane. Secondo le ricostruzioni storiche, durante i riti femminili denominati della Bona Dea, Clodio si sarebbe travestito da donna al fine di introdursi di notte in casa di Cesare, che all'epoca deteneva la carica di pontefice massimo. Scopo di Clodio era intrattenersi con Pompea, moglie di Cesare e nipote di Silla; scoperto il travestimento da una schiava, si era immediatamente dato alla fuga. Cesare, nel tentativo di non inimicarsi un personaggio in ascesa nel campo dei populares come Clodio, decise di non testimoniare al processo per sacrilegio che ne seguì, limitandosi a ripudiare Pompea. 
Nel corso del processo, Clodio si difese asserendo di trovarsi lontano da Roma il giorno del sacrilegio; Cicerone però si presentò a testimoniare, affermando di avere ricevuto una visita da parte di Clodio a Roma lo stesso giorno. Non sono del tutto chiari i motivi che portarono a un progressivo deterioramento dei rapporti fra Cicerone e Clodio, inizialmente amichevoli al punto che quest'ultimo si offrì come sua guardia del corpo nel periodo del consolato e della congiura di Catilina.

## Struttura dell'opera
L'orazione potrebbe essere suddivisa in due parti: ad una prima parte (1, 1 – 7, 17) dove Cicerone attacca duramente Pisone e Aulo Gabinio, elencandone le malefatte in un crescendo reso ancora più efficace da un sapiente uso della preterizione; segue una seconda parte (8 – 20, 47) che invita vivamente il senato affinché sia prorogato l'incarico a Cesare nelle Gallie, per meglio consolidarne la conquista.
Cicerone inizia la sua requisitoria dalla Macedonia:
Dopo avere elencato una lunga serie di misfatti e spoliazioni compiuti da Pisone, sposta il focus della sua requisitoria sull'altro ex console responsabile del suo esilio. Sin dall'esordio Cicerone non manca di mettere in evidenza l'effeminatezza di Aulo Gabinio, perfidamente paragonato ad una regina orientale:
Ma per Cicerone, la colpa maggiore di Aulo Gabinio come governatore è l'aver perseguito una politica ostile ai pubblicani, una delle componenti della società romana che maggiormente aveva appoggiato la sua carriera politica:
Dopo avere terminato l'elenco degli insuccessi militari dei due ex consoli, Cicerone passa ad elencare i motivi per i quali Cesare debba rimanere al suo posto in Gallia: 
Secondo Cicerone, sull'esempio di quanto fecero i patres,eventuali differenze fra uomini politici andrebbero messe da parte per il bene supremo della res publica, vista l'importanza strategica della conquista cesariana: 
Particolarmente importante in questa orazione è il tentativo da parte di Cicerone di ricostruire storicamente i rapporti intercorsi con Cesare, cercando di minimizzare le ostilità fra i due: